# Alchornea davidii
Alchornea davidii là một loài thực vật có hoa trong họ Đại kích. Loài này được Franch. mô tả khoa học đầu tiên năm 1884.